# Canestrato (formaggio trentino)
Il canestrato, localmente chiamato anche formaggio di Rovereto, è un formaggio tipico di Rovereto e della Vallagarina, in Provincia di Trento, ed è riconosciuto quale prodotto agroalimentare tradizionale.

## Descrizione
Si tratta di un formaggio da tavola di latte vaccino, preparato con il latte intero di due munte termizzato. Le forme hanno un diametro di 20-22 cm e un peso di 3-3,5 kg.
La stagionatura dura almeno tre mesi, ma può arrivare fino a sei (ed in quest'ultimo caso può essere usato come formaggio da grattugia). È un formaggio saporito, che può diventare piccante.
Deve il nome al canestro, lo stampo in legno forato in cui viene posta la cagliata a sgrondare e che conferisce la rugosità alla crosta.

## Storia
Il canestrato è un formaggio relativamente recente: viene prodotto a Rovereto a partire dagli anni Settanta. Oggi si produce a Rovereto e nella Vallagarina.

## Varianti
Viene prodotto anche nella variante con aggiunta di grani di pepe spezzati.